# Guitrancourt
Guitrancourt est une commune du département des Yvelines, dans la région Île-de-France, en France, située à 7 km environ au nord-est de Mantes-la-Jolie.
Ses habitants sont appelés les Guitrancourtois.

Localisation de Guitrancourt dans les Yvelines.

## Géographie

### Situation
La commune de Guitrancourt est située dans le nord-ouest du département des Yvelines, au nord de la Seine, à 7 km environ au nord-est de Mantes-la-Jolie, sous-préfecture, et à 44 km environ au nord-ouest de Versailles, préfecture du département.
C'est une commune rurale, au territoire vallonné et en partie boisé.
Guitrancourt se trouve dans le périmètre du parc naturel régional du Vexin français.

### Communes limitrophes
Elle est limitrophe de Fontenay-Saint-Père et Limay à l'ouest, de Brueil-en-Vexin au nord-est, de Gargenville et d'Issou à l'est et de Porcheville au sud.

### Voies de communication et transports
La commune est desservie par la route départementale D 190 qui relie Limay à Poissy par la rive nord de la Seine.

### Hydrographie
La commune de Guitrancourt, qui appartient au bassin versant de la Seine, est irriguée par un ruisseau de 9 km de long, le ru de Fontenay, qui prend sa source dans la commune voisine de Fontenay-Saint-Père et se jette dans la Seine à Porcheville.

### Climat
Pour des articles plus généraux, voir Climat de l'Île-de-France et Climat des Yvelines.
En 2010, le climat de la commune est de type climat océanique dégradé des plaines du Centre et du Nord, selon une étude du CNRS s'appuyant sur une série de données couvrant la période 1971-2000. En 2020, Météo-France publie une typologie des climats de la France métropolitaine dans laquelle la commune est exposée à un climat océanique et est dans la région climatique Sud-ouest du bassin Parisien, caractérisée par une faible pluviométrie, notamment au printemps (120 à 150 mm) et un hiver froid (3,5 °C).
Pour la période 1971-2000, la température annuelle moyenne est de 10,7 °C, avec une amplitude thermique annuelle de 14,5 °C. Le cumul annuel moyen de précipitations est de 703 mm, avec 10,8 jours de précipitations en janvier et 8,3 jours en juillet. Pour la période 1991-2020, la température moyenne annuelle observée sur la station météorologique la plus proche, située sur la commune de Magnanville à 8 km à vol d'oiseau, est de 11,6 °C et le cumul annuel moyen de précipitations est de 641,5 mm,. Pour l'avenir, les paramètres climatiques de la commune estimés pour 2050 selon différents scénarios d'émission de gaz à effet de serre sont consultables sur un site dédié publié par Météo-France en novembre 2022.

## Urbanisme

### Typologie
Au 1er janvier 2024, Guitrancourt est catégorisée commune rurale à habitat dispersé, selon la nouvelle grille communale de densité à sept niveaux définie par l'Insee en 2022.
Elle est située hors unité urbaine. Par ailleurs la commune fait partie de l'aire d'attraction de Paris, dont elle est une commune de la couronne,. Cette aire regroupe 1 929 communes,.

### Occupation des solssimplifiée
Le territoire de la commune se compose en 2017 de 79,39 % d'espaces agricoles, forestiers et naturels, 2,98 % d'espaces ouverts artificialisés et 17,64 % d'espaces construits artificialisés.

## Toponymie
Le nom de la localité est attesté sous la forme Guidrencort.
La « ferme de Withramn », nom de personne germanique, latinisé en Witramnus,.

## Histoire
Le site est habité dès l'époque néolithique, comme en témoigne la Pierre Drette (pierre droite), menhir de 2,4 m de haut, situé dans la « vallée au Cailloux », dans le sud du territoire communal.
Une partie du territoire a appartenu à l'abbaye Saint-Père-en-Vallée, terre cédée en 974 par la comtesse de Chartres.
En 1316, une sentence fait entrer Guitrancourt dans la prévôté de Mantes.
Au cours de la Seconde Guerre mondiale, de graves destructions ont affecté le village. le château a disparu, l'église a dû être reconstruite.

## Politique et administration

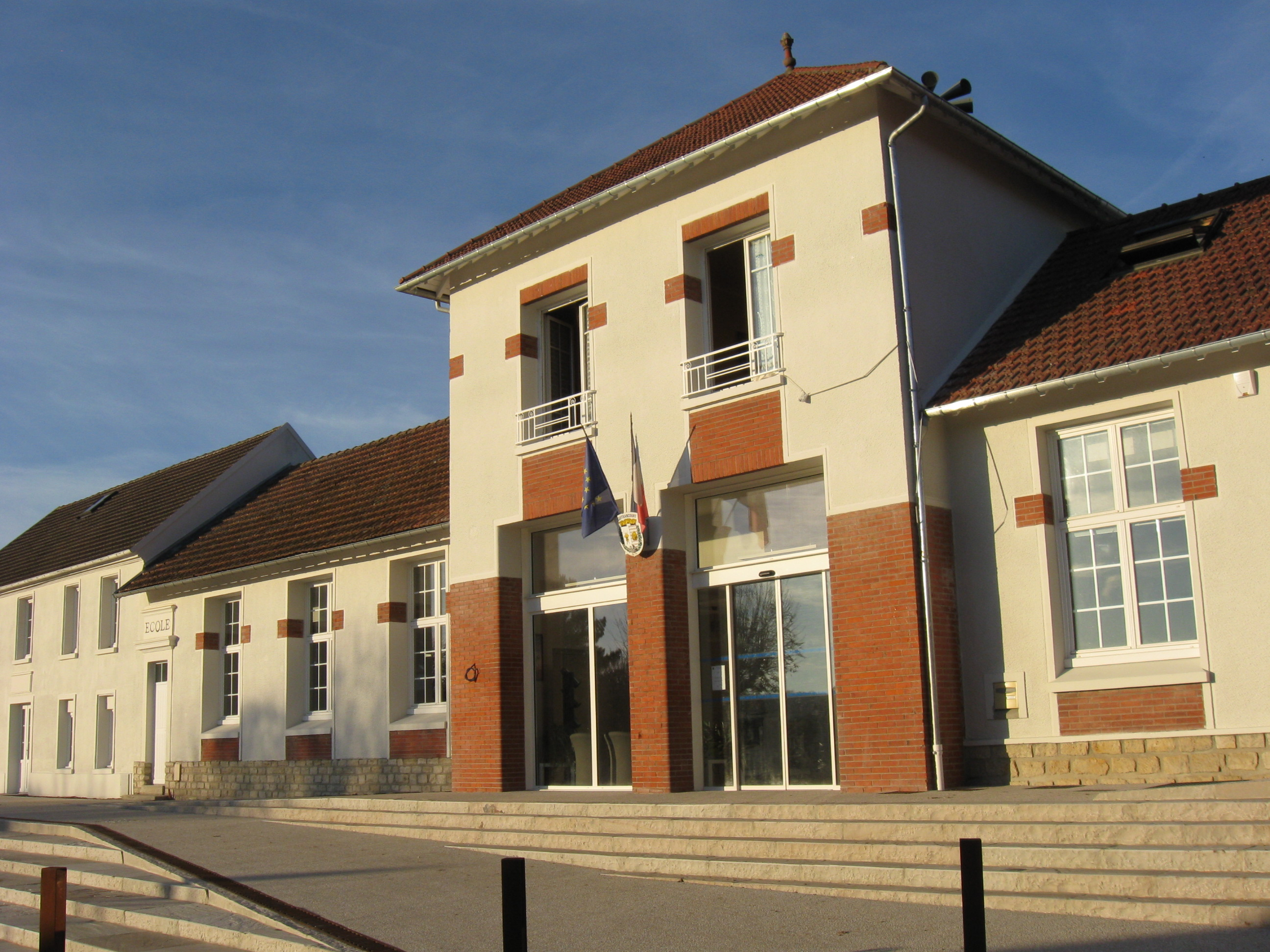
La mairie.

### Liste des maires
| Période                                  | Période  | Identité             | Étiquette | Qualité |
| ---------------------------------------- | -------- | -------------------- | --------- | ------- |
| Les données manquantes sont à compléter. |          |                      |           |         |
| 1792                                     | 1793     | Placet               |           |         |
| 1793                                     | 1793     | Le Gendre            |           |         |
| 1793                                     | 1796     | de Bordeau           |           |         |
| 1796                                     | 1798     | Philippe Petit       |           |         |
| 1798                                     | 1800     | Prieur               |           |         |
| 1800                                     | 1805     | Auguste Bouland      |           |         |
| 1805                                     | 1813     | Dachery              |           |         |
| 1813                                     | 1827     | Guillaume Robert     |           |         |
| 1827                                     | 1831     | Nicolas Nouelle      |           |         |
| 1831                                     | 1843     | Trognon              |           |         |
| 1843                                     | 1848     | Mouitier             |           |         |
| 1848                                     | 1864     | Pinard               |           |         |
| 1864                                     | 1866     | Mutel                |           |         |
| 1866                                     | 1872     | Jean-Baptiste Pinard |           |         |
| 1872                                     | 1873     | Duval                |           |         |
| 1873                                     | 1874     | Dauvergne            |           |         |
| 1874                                     | 1878     | Pinard               |           |         |
| 1878                                     | 1879     | Dauvergne            |           |         |
| 1879                                     | 1884     | Pépin                |           |         |
| 1884                                     | 1887     | Sosson               |           |         |
| 1887                                     | 1887     | Rault                |           |         |
| 1887                                     | 1888     | Jacques Clerc        |           |         |
| 1888                                     | 1892     | Marcel Hébert        |           |         |
| 1892                                     | 1896     | Jacques Clerc        |           |         |
| 1896                                     | 1908     | Émile Dupuis         |           |         |
| 1908                                     | 1910     | Isidore Hébert       |           |         |
| 1910                                     | 1919     | Alphonse Demarque    |           |         |
| 1919                                     | 1920     | Chéron               |           |         |
| 1920                                     | 1929     | Eugène Racine        |           |         |
| 1929                                     | 1943     | Camille Filliol      |           |         |
| 1943                                     | 1944     | Anatole Folleville   |           |         |
| 1944                                     | 1950     | Edmond Dalencourt    |           |         |
| 1950                                     | 1953     | Pierre Charbonnier   |           |         |
| 1953                                     | 1962     | André Touraud        |           |         |
| 1962                                     | 1973     | Raymond Morel        |           |         |
| 1973                                     | 1995     | Robert Demarque      |           |         |
| mars 1995                                | En cours | Patrick Dauge        |           |         |

### Instances administratives et judiciaires
La commune de Guitrancourt appartient au canton de Limay et est rattachée à la communauté urbaine Grand Paris Seine et Oise.
Sur le plan électoral, la commune est rattachée à la huitième circonscription des Yvelines, circonscription mi-rurale, mi-urbaine du nord-ouest des Yvelines centrée autour de la ville de Mantes-la-Jolie.
Sur le plan judiciaire, Guitrancourt fait partie de la juridiction d’instance de Mantes-la-Jolie et, comme toutes les communes des Yvelines, dépend du tribunal de grande instance ainsi que de tribunal de commerce sis à Versailles,.

## Population et société

### Démographie

#### Évolution démographique
L'évolution du nombre d'habitants est connue à travers les recensements de la population effectués dans la commune depuis 1793. Pour les communes de moins de 10 000 habitants, une enquête de recensement portant sur toute la population est réalisée tous les cinq ans, les populations de référence des années intermédiaires étant quant à elles estimées par interpolation ou extrapolation. Pour la commune, le premier recensement exhaustif entrant dans le cadre du nouveau dispositif a été réalisé en 2005.

En 2022, la commune comptait 642 habitants, en évolution de +5,42 % par rapport à 2016 (Yvelines : +2,72 %, France hors Mayotte : +2,11 %).
| 1793 | 1800 | 1806 | 1821 | 1831 | 1836 | 1841 | 1846 | 1851 |
| ---- | ---- | ---- | ---- | ---- | ---- | ---- | ---- | ---- |
| 478  | 454  | 432  | 443  | 408  | 400  | 398  | 379  | 358  |

| 1856 | 1861 | 1866 | 1872 | 1876 | 1881 | 1886 | 1891 | 1896 |
| ---- | ---- | ---- | ---- | ---- | ---- | ---- | ---- | ---- |
| 352  | 329  | 311  | 296  | 296  | 294  | 310  | 321  | 310  |

| 1901 | 1906 | 1911 | 1921 | 1926 | 1931 | 1936 | 1946 | 1954 |
| ---- | ---- | ---- | ---- | ---- | ---- | ---- | ---- | ---- |
| 316  | 302  | 282  | 262  | 316  | 371  | 343  | 311  | 323  |

| 1962 | 1968 | 1975 | 1982 | 1990 | 1999 | 2005 | 2006 | 2010 |
| ---- | ---- | ---- | ---- | ---- | ---- | ---- | ---- | ---- |
| 341  | 368  | 333  | 413  | 476  | 612  | 616  | 622  | 645  |

| 2015 | 2020 | 2022 | - | - | - | - | - | - |
| ---- | ---- | ---- | - | - | - | - | - | - |
| 605  | 626  | 642  | - | - | - | - | - | - |

#### Pyramide des âges
En 2018, le taux de personnes d'un âge inférieur à 30 ans s'élève à 31,4 %, soit en dessous de la moyenne départementale (38 %). À l'inverse, le taux de personnes d'âge supérieur à 60 ans est de 26,4 % la même année, alors qu'il est de 21,7 % au niveau départemental.
En 2018, la commune comptait 310 hommes pour 309 femmes, soit un taux de 50,08 % d'hommes, légèrement supérieur au taux départemental (48,68 %).
Les pyramides des âges de la commune et du département s'établissent comme suit.
| Hommes | Classe d’âge | Femmes |
| ------ | ------------ | ------ |
| 0,3    | 90 ou +      | 0,3    |
| 4,1    | 75-89 ans    | 4,2    |
| 22,3   | 60-74 ans    | 21,5   |
| 21,0   | 45-59 ans    | 26,6   |
| 18,8   | 30-44 ans    | 18,3   |
| 15,9   | 15-29 ans    | 13,8   |
| 17,5   | 0-14 ans     | 15,4   |

| Hommes | Classe d’âge | Femmes |
| ------ | ------------ | ------ |
| 0,6    | 90 ou +      | 1,4    |
| 6      | 75-89 ans    | 7,8    |
| 13,5   | 60-74 ans    | 14,8   |
| 20,7   | 45-59 ans    | 20,1   |
| 19,6   | 30-44 ans    | 19,9   |
| 18,5   | 15-29 ans    | 16,8   |
| 21,2   | 0-14 ans     | 19,2   |

### Manifestations culturelles

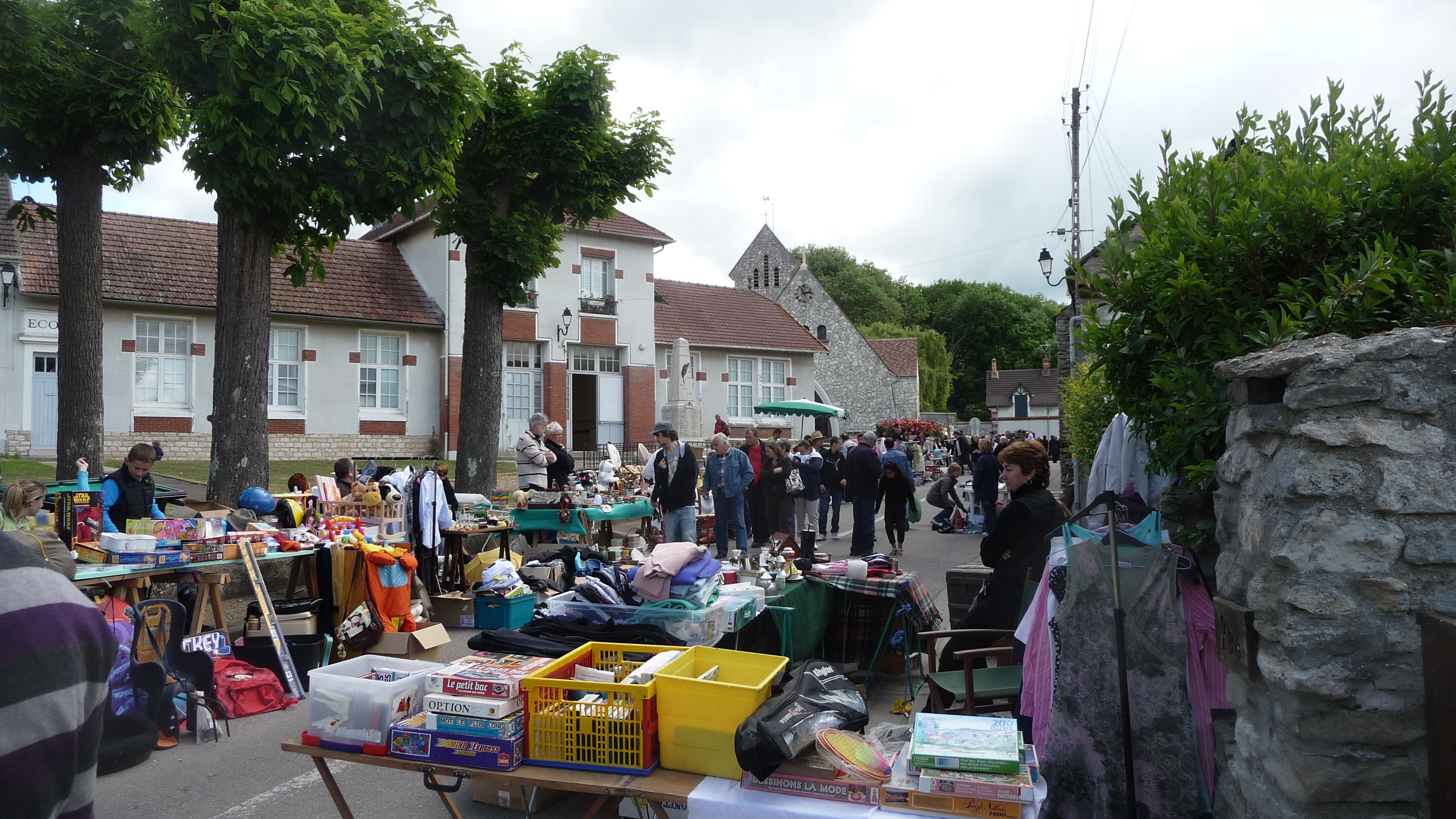
Brocante à Guitrancourt.

Chaque année en mai, la commune organise une brocante dans le centre du village.

## Économie
- Agriculture.
- Carrières de pierres calcaire en cours d'exploitation (Société des ciments Calcia, pour la cimenterie de Gargenville, reliée par un transporteur à bande souterrain de 2,4 km de long).
- Centre d’enfouissement technique des déchets industriels ultimes (décharge de classe I, dans une carrière désaffectée, exploitée par la société EMTA).
- Éolienne, implantée dans le site précédent en 2003 avec l'appui de la CAMY.

## Culture locale et patrimoine

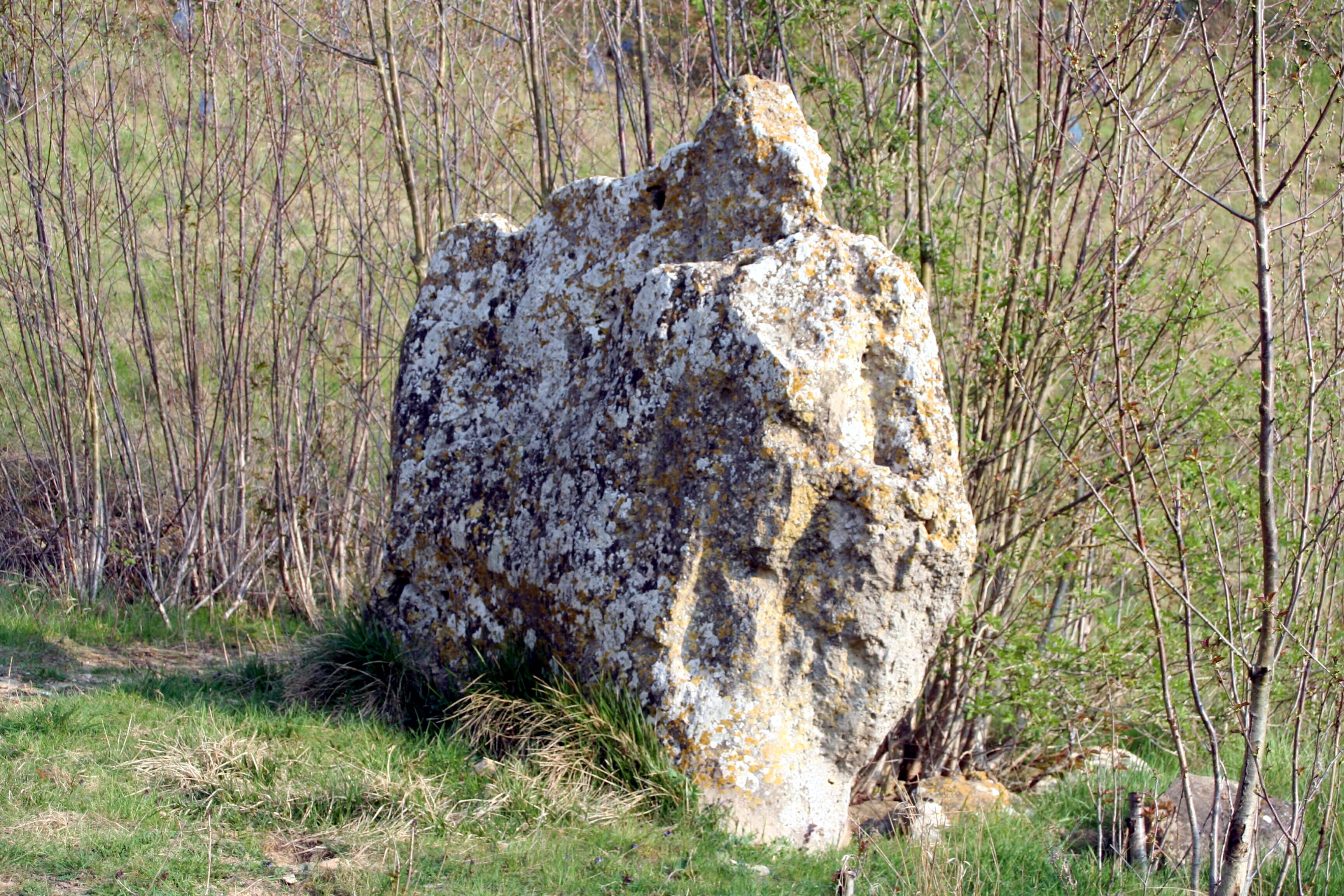
La Pierre-Drette.

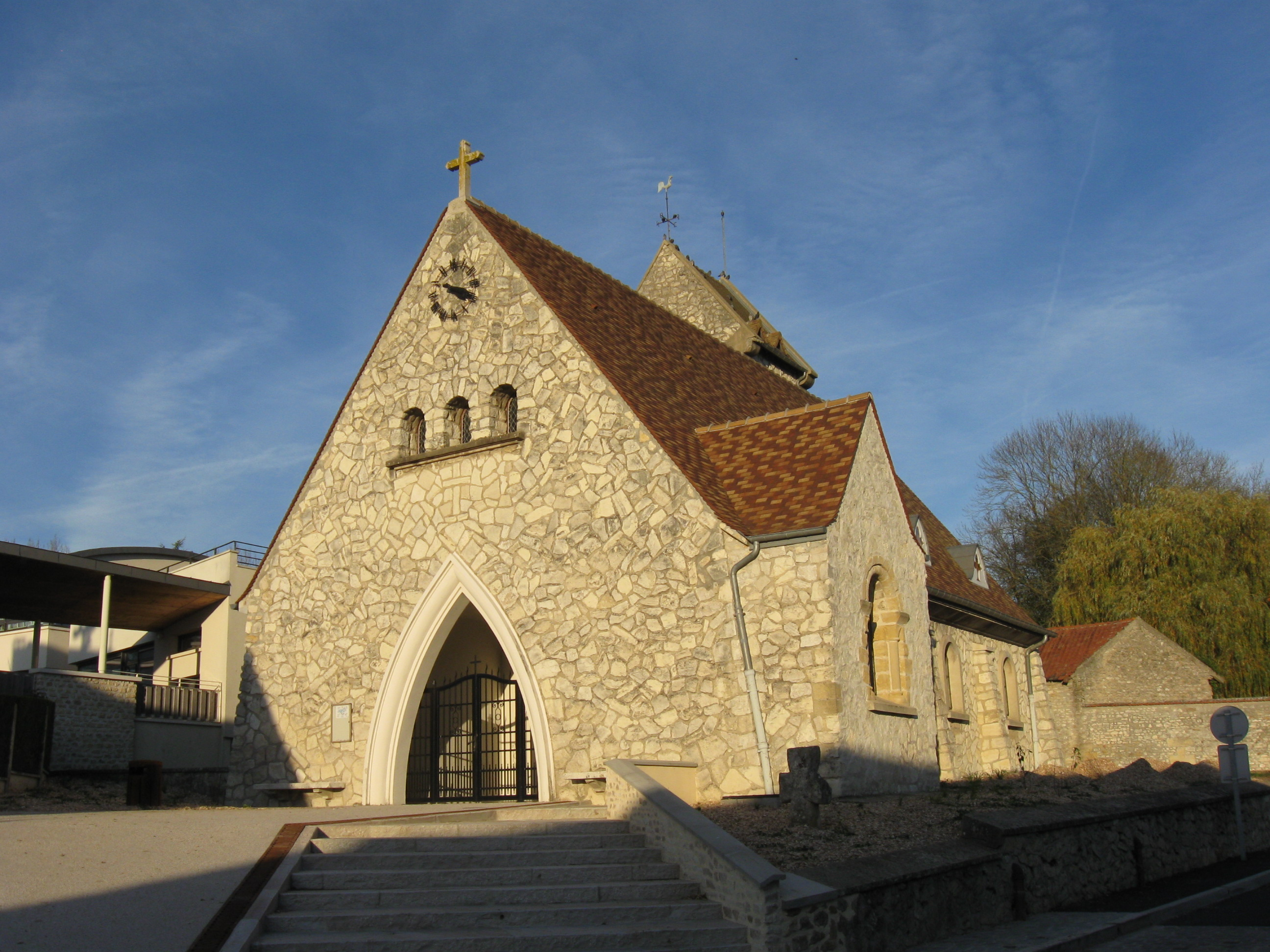
L'église Saint-Ouen en opus incertum.

### Lieux et monuments
- L'église Saint-Ouen :  église reconstruite en 1951 sur les ruines de l'ancienne église bombardée pendant la Seconde Guerre mondiale.
- Menhir de la Pierre Drette (= pierre droite) (2,4 m de haut, situé dans la « vallée aux Cailloux » au sud du village)[28].

### Personnalités liées à la commune
- Jacques Lacan (1901-1981), psychanalyste. De 1955 à sa mort en 1981, il a fréquenté régulièrement Guitrancourt, où il avait acquis une maison de campagne, la « Prévôté ». Il est enterré dans le cimetière communal[29].

### Héraldique
| Blason de Guitrancourt | Blason  | Parti : au premier d'azur aux ciseaux versés d'argent chargés d'une fleur de lys d'or, au second burelé d'argent et d'azur de seize pièces, les burèles d'argent chargées de six bâtons en barre de gueules, et au menhir d'or brochant sur le burelé. |
| Blason de Guitrancourt | Détails | Le statut officiel du blason reste à déterminer. |